# Topo Curtidor
El Topo Curtidor (10°21′22″N 67°19′20″O / 10.356111, -67.3222222) es una formación de montaña ubicada al norte de La Victoria y al suroeste de la Colonia Tovar, Venezuela. A 1702 m s. n. m. el Topo Curtidor está entre las montañas más elevadas del municipio Ribas en el Estado Aragua. El Topo Curtidor es la principal fila sobre el cual transcurre el extremo medio de la carretera La Victoria-Colonia Tovar.